# C16orf95
C16orf95 (англ. Chromosome 16 open reading frame 95) – білок, який кодується однойменним геном, розташованим у людей на короткому плечі 16-ї хромосоми. Довжина поліпептидного ланцюга білка становить 158 амінокислот, а молекулярна маса — 16 793.
| 10         |  | 20         |  | 30         |  | 40         |  | 50         |
| ---------- |  | ---------- |  | ---------- |  | ---------- |  | ---------- |
| MRASRSPPSP |  | RRCHHHHEAT |  | GAASGAAAGG |  | PGAGCVGLCR |  | LALTPSAQDG |
| RNSTFQTYKK |  | EVCLPRHSMH |  | PGPWAICCEC |  | QTRFGGRLPV |  | SRVEAALPYW |
| VPLSLRPRKQ |  | HPCWMHAAGT |  | TAGGSAVMSA |  | CCPSSSSSRP |  | PTRTSYRLLQ |
| RVCCPSAS   |  |            |  |            |  |            |  |            |

A: Аланін

C: Цистеїн

D: Аспарагінова кислота

E: Глутамінова кислота

F: Фенілаланін

G: Гліцин

H: Гістидин

I: Ізолейцин

K: Лізин

L: Лейцин

M: Метіонін

N: Аспарагін

P: Пролін

Q: Глутамін

R: Аргінін

S: Серин

T: Треонін

V: Валін

W: Триптофан